# Dekanat Lohr (Bistum Würzburg)
Das Dekanat Lohr war bis zum 1. Oktober 2021 eines von 20 Dekanaten im römisch-katholischen Bistum Würzburg.
1821 bestand das Dekanat Lohr aus den Pfarreien Ernstkirchen, Esselbach, Frammersbach, Heimbuchenthal, Keilberg, Krombach, Lohr, Oberbessenbach, Rechtenbach (offiziell ab 1829 Pfarrei), Rothenbuch, Sailauf, Weibersbrunn, Wiesthal und Wintersbach. 1827 wurden Ernstkirchen und Krombach an das Dekanat Alzenau abgegeben, 1845 Esselbach an das Dekanat Rothenfels.
Das Dekanat Lohr umfasste die Altlandkreise Lohr am Main und Marktheidenfeld, heute im Landkreis Main-Spessart. Es grenzte im Osten an das Dekanat Karlstadt, im Südosten an das Dekanat Würzburg links des Mains, im Südwesten an das Erzbistum Freiburg, im Westen/Südwest an das Dekanat Miltenberg, im Westen an das Dekanat Aschaffenburg-Ost und im Norden an das Bistum Fulda.
Siebenundzwanzig Pfarrgemeinden und elf Kuratien haben sich bis 2010 zu neun Pfarreiengemeinschaften zusammengeschlossen. Die Pfarrei St. Andreas Wiesthal mit der Filiale Herz-Jesu Krommenthal und die Kuratie St. Josef der Bräutigam Neuhütten sind am 14. März 2012 aus der Pfarreiengemeinschaft Hochspessart im Dekanat Aschaffenburg-Ost ausgeschieden und sind nun vorübergehend eigenständig im Dekanat Lohr.
Dekan war Hermann Becker, koordinierender Pfarrer der Pfarreiengemeinschaft St. Laurentius am Spessart, Marktheidenfeld; sein Stellvertreter Alexander Eckert, koordinierender Pfarrer der Pfarreiengemeinschaft Heilig Geist im Spessartgrund, Esselbach.
Ab dem 1. Okt. 2021 bildet das Dekanat Lohr zusammen mit dem Dekanat Karlstadt das Dekanat Main-Spessart mit Sitz in Karlstadt.

## Gliederung
Sortiert nach Pfarreiengemeinschaften werden die Pfarreien genannt, alle zu einer Pfarrei gehörigen Exposituren, Benefizien und Filialen werden nach der jeweiligen Pfarrei aufgezählt, danach folgen Kapellen, Klöster und Wallfahrtskirchen. Weiterhin werden auch die Einzelpfarreien am Ende aufgelistet.

### Pfarreiengemeinschaften

#### Pfarreiengemeinschaft Erlenbach – Triefenstein (Triefenstein)
- Pfarrei St. Burkard Erlenbach b.Marktheidenfeld mit St. Ägidius Tiefenthal
- Pfarrei St. Burkard Homburg a.Main
- Pfarrei St. Jakobus der Ältere Lengfurt
- Pfarrei St. Georg Trennfeld mit St. Ulrich Rettersheim

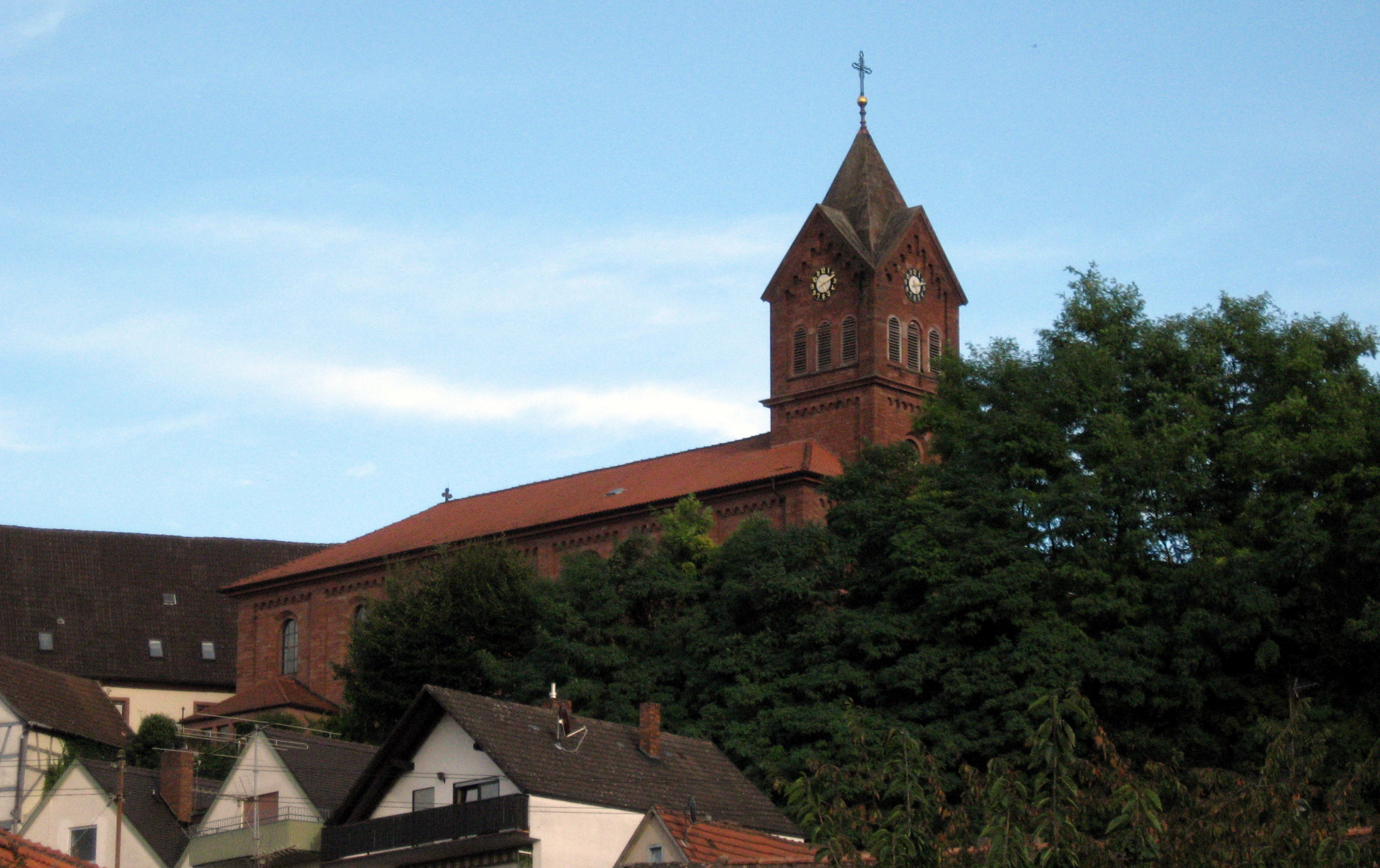
St. Burkard (Homburg am Main)
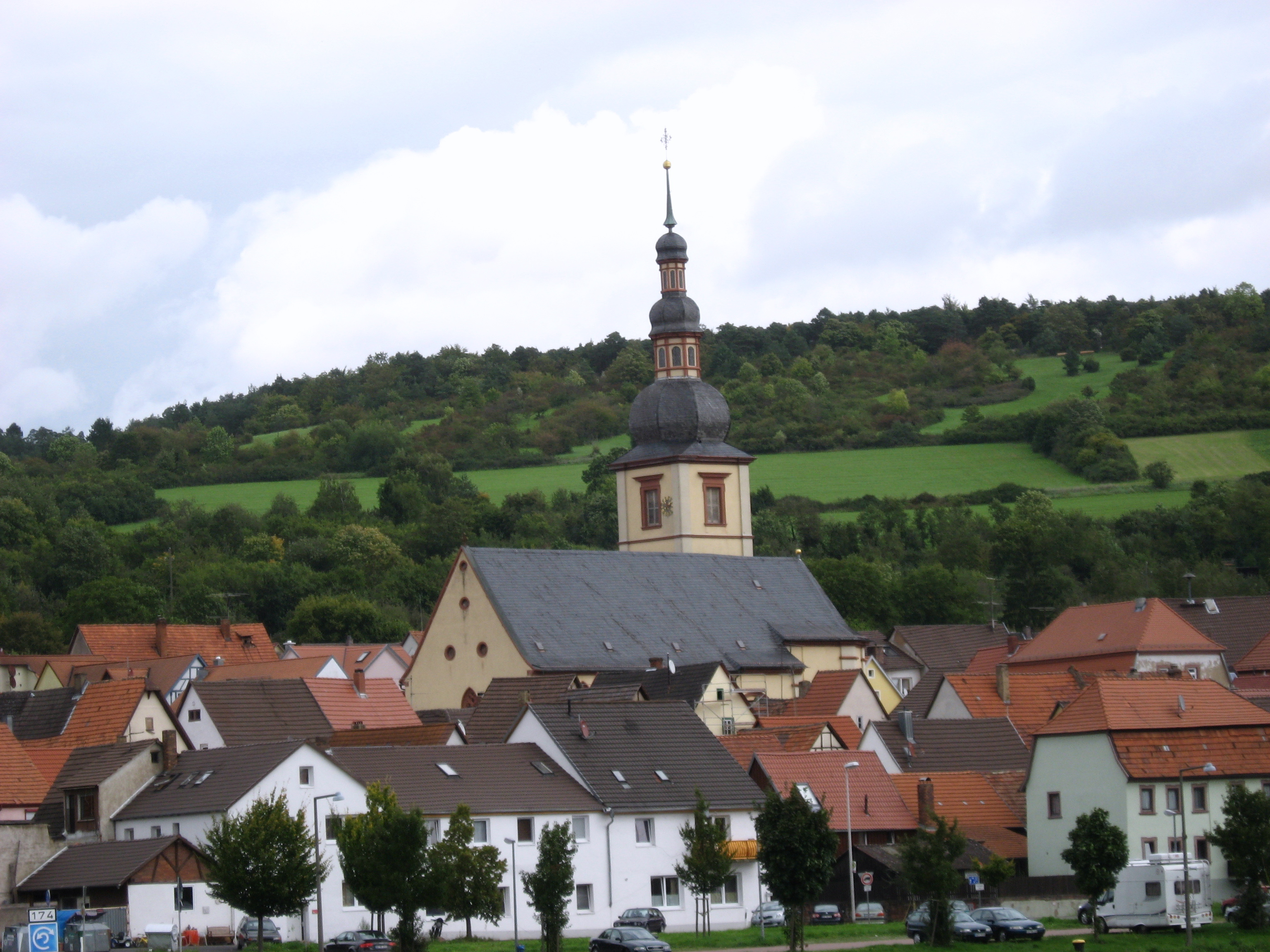
St. Jakobus der Ältere
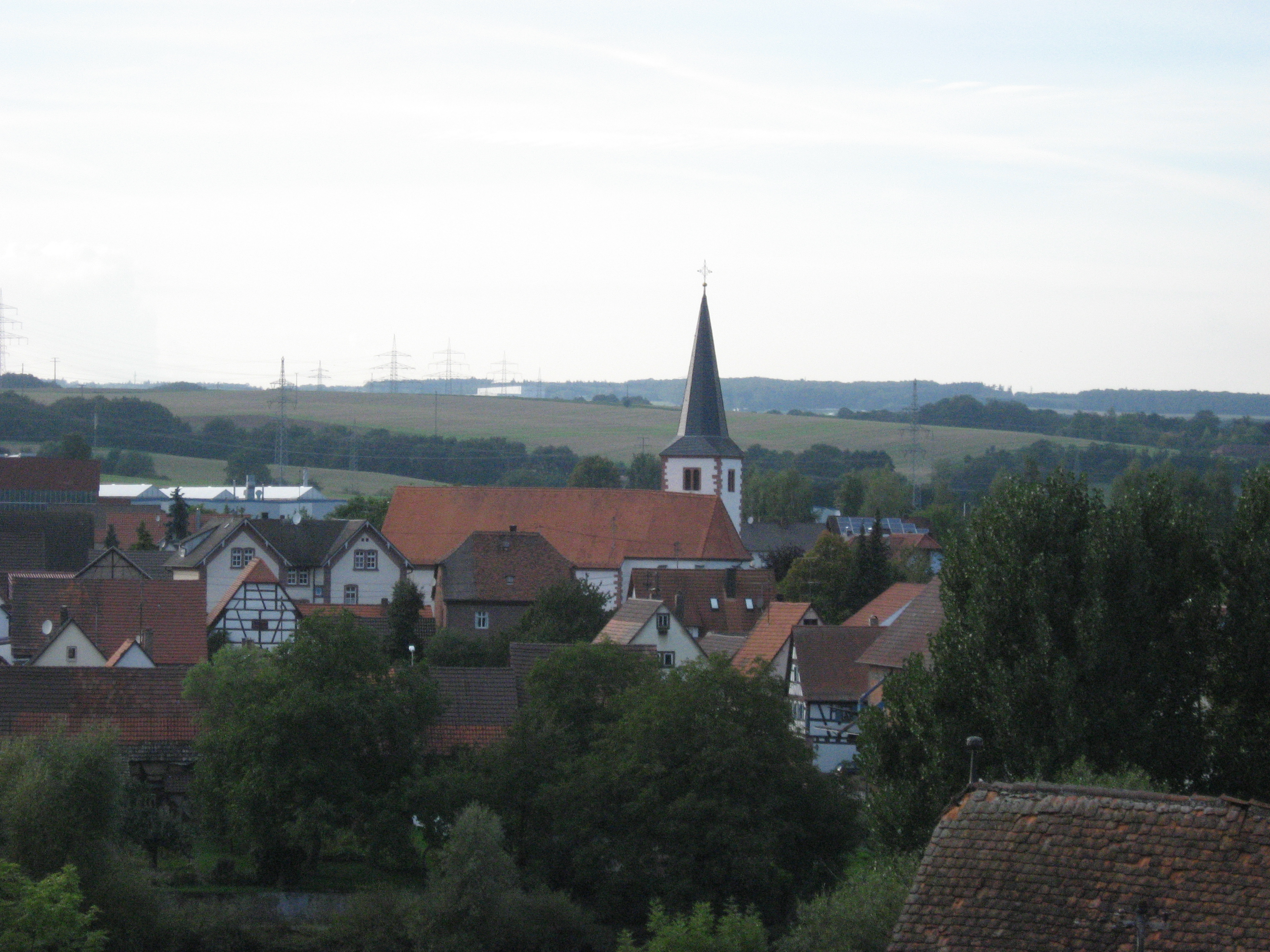
St. Georg

#### Pfarreiengemeinschaft St. Laurentius im Spessart (Marktheidenfeld)
- Pfarrei St. Jakobus der Ältere Hafenlohr
- Pfarrei St. Josef Marktheidenfeld mit St. Barbara Marienbrunn
- Pfarrei Mariä Himmelfahrt Rothenfels mit Filiale St. Josef der Arbeiter Bergrothenfels, Burgkapelle St. Georg Burg Rothenfels
- Kuratie St. Cyriakus Windheim
- Kuratie St. Michael Zimmern

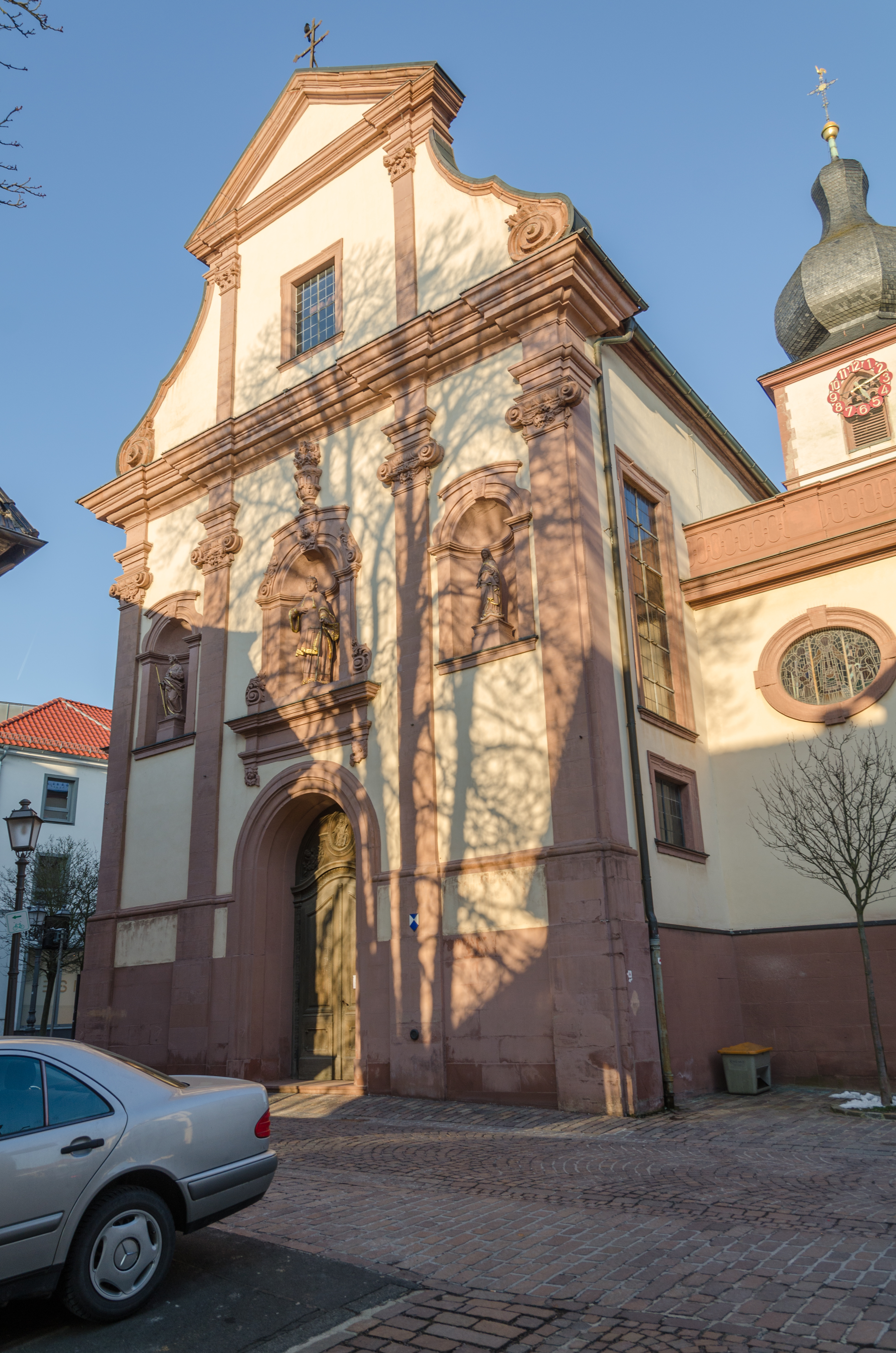
St. Laurentius
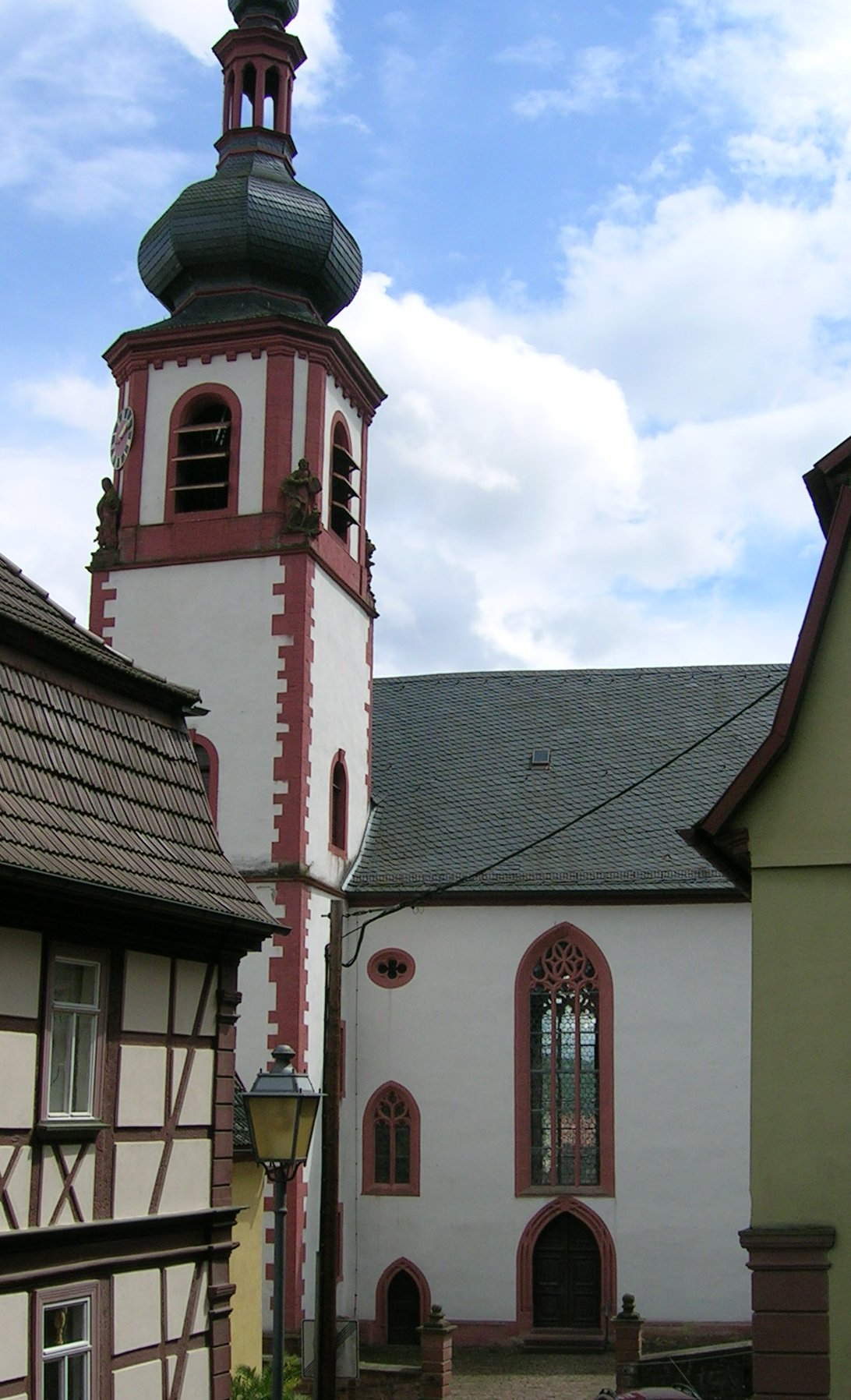
Mariä Himmelfahrt
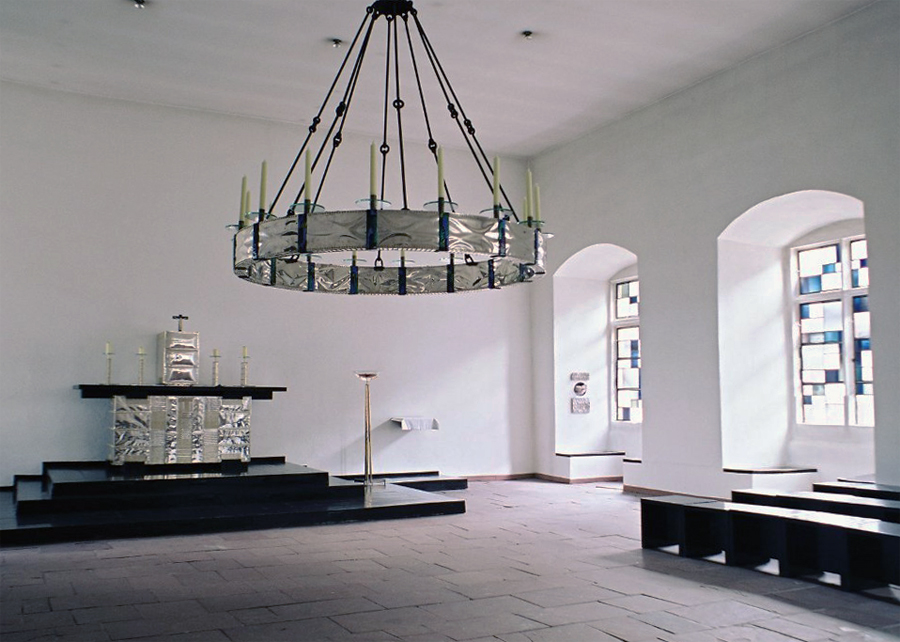
St. Georg, Burg Rothenfels

#### Pfarreiengemeinschaft Maria – Patronin von Franken (Urspringen)
- Kuratie St.  Hubertus Ansbach
- Pfarrei St. Valentin Birkenfeld
- Pfarrei St. Vitus Karbach
- Kuratie St. Cyriakus Roden
- Pfarrei Mariä vom Berge Karmel Urspringen

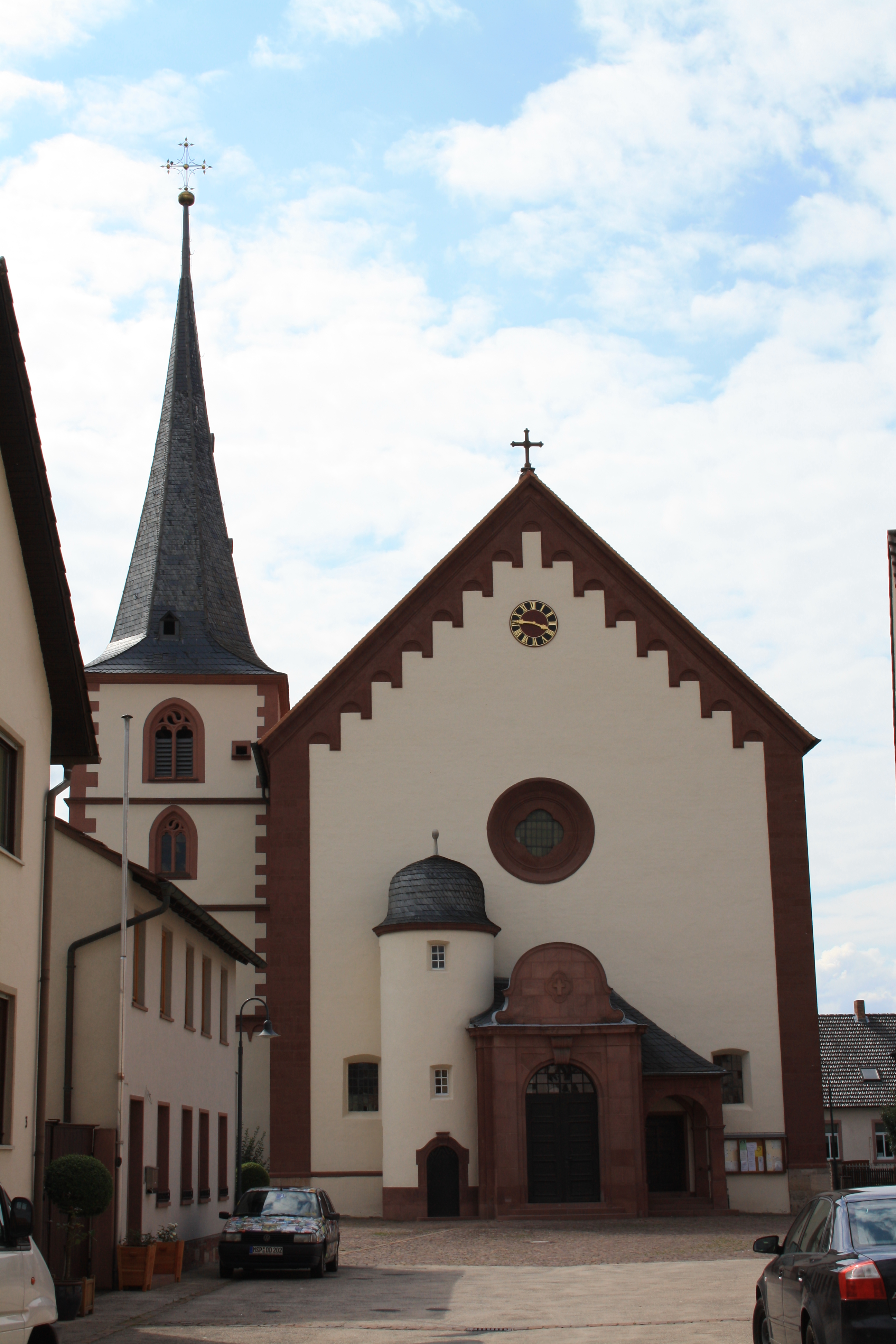
St. Valentin
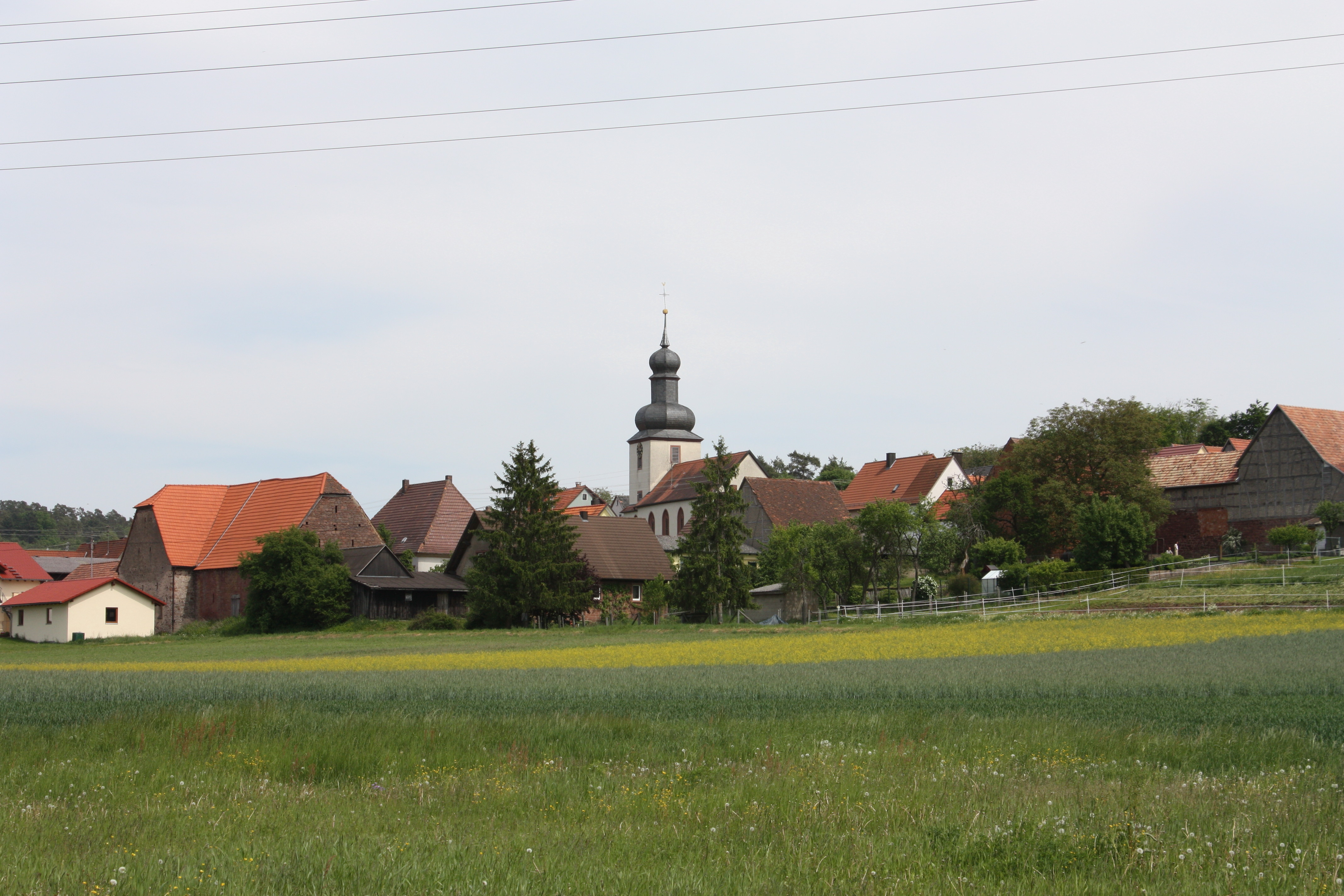
St. Cyriakus

#### Pfarreiengemeinschaft St. Sebastian auf der Fränkischen Platte (Steinfeld)
- Pfarrei Mariä Himmelfahrt und St. Bartholomäus Steinfeld mit St. Cyriakus Hausen, Wallfahrtskirche Mariä Heimsuchung Mariabuchen
- Kuratie St. Vitus Waldzell

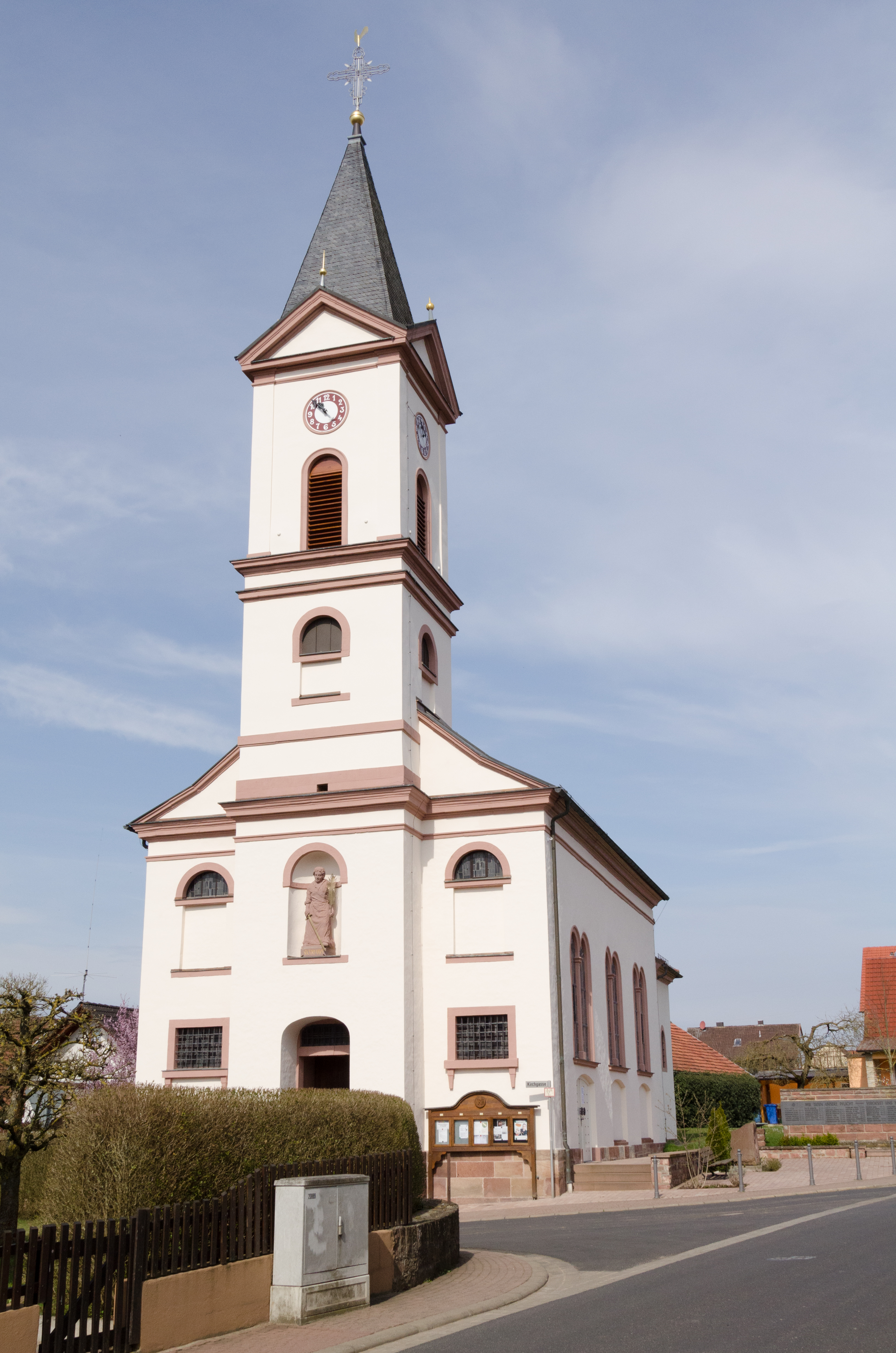
St. Cyriakus
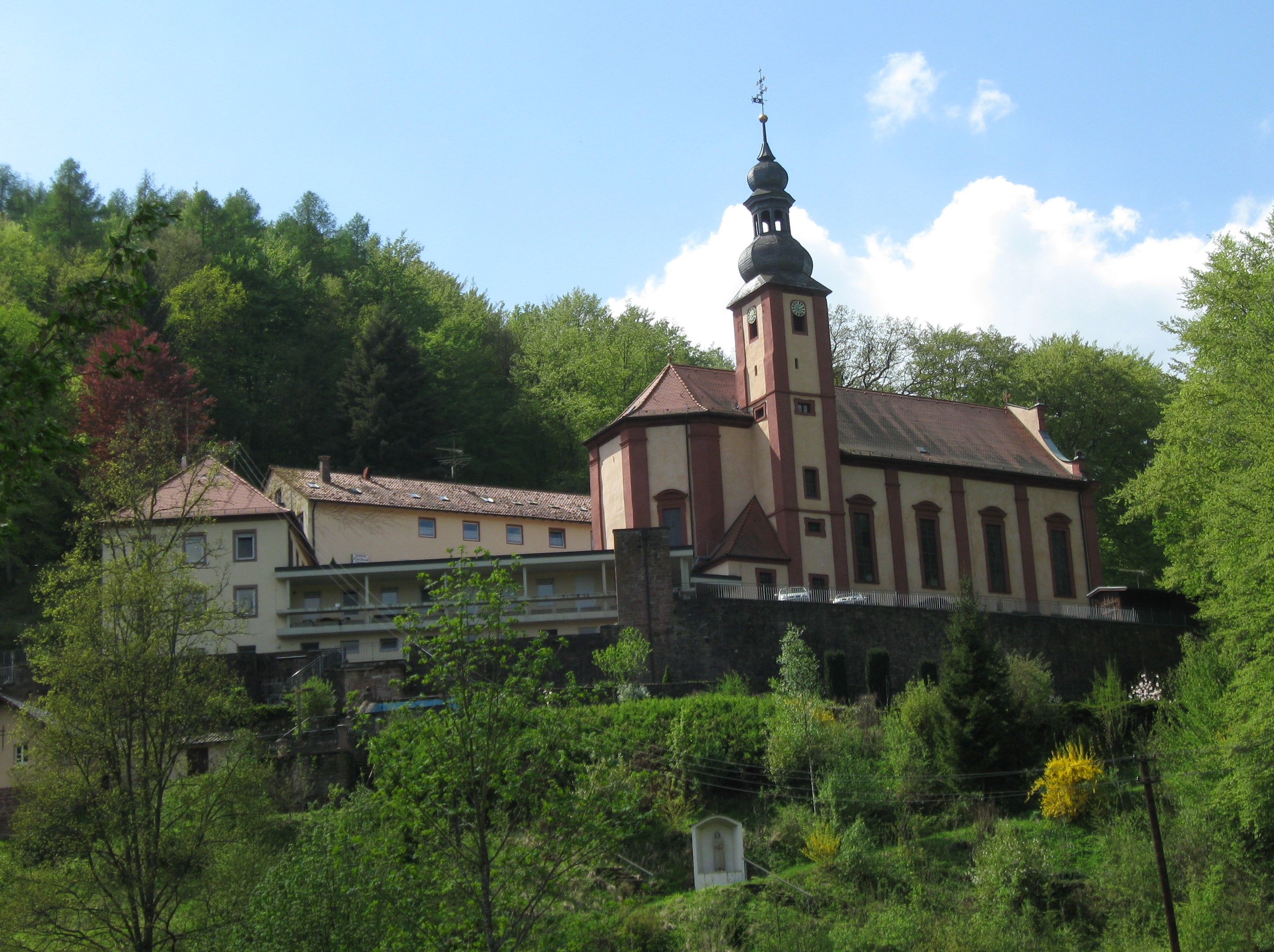
Mariä Heimsuchung
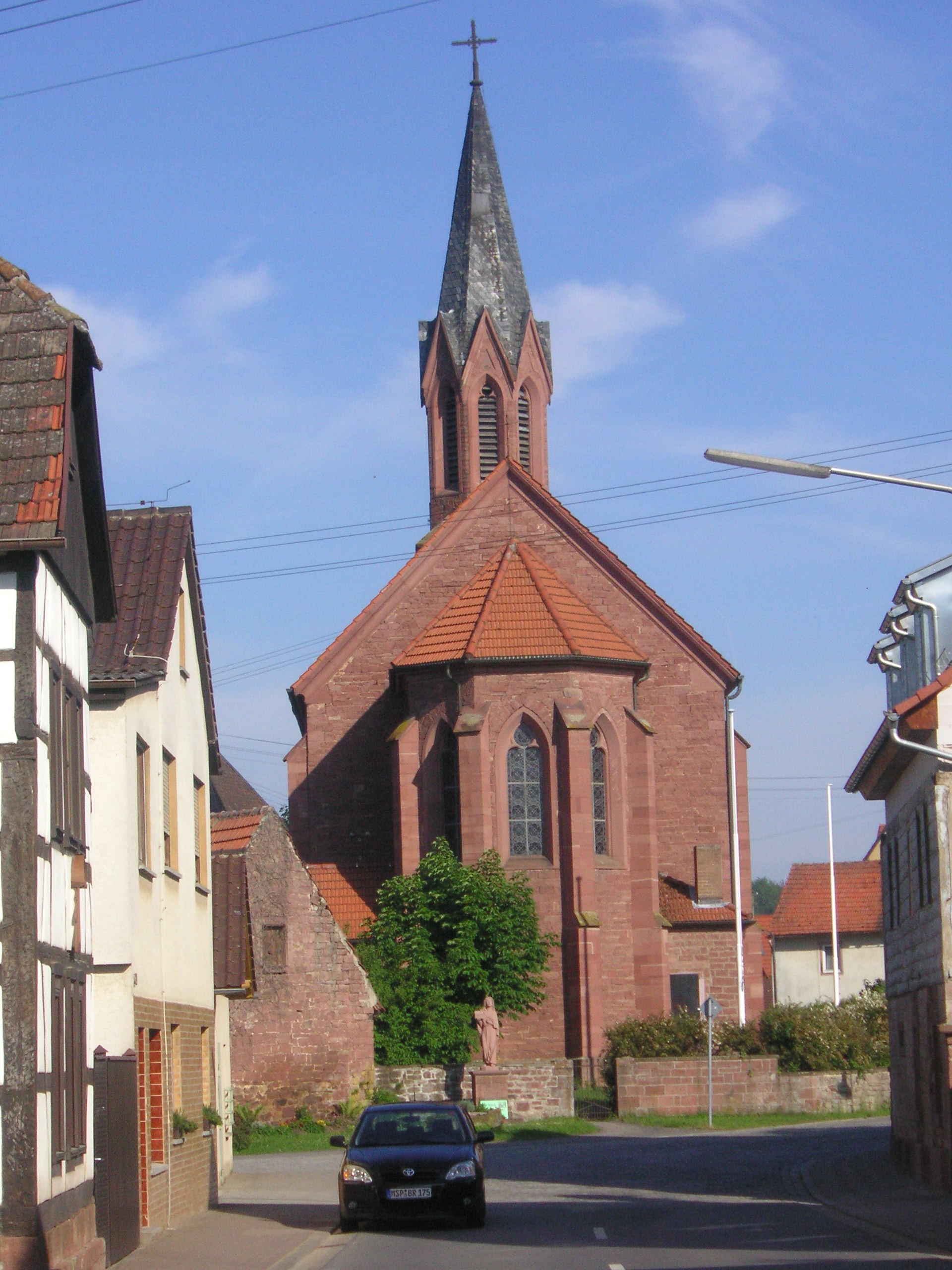
St. Vitus

#### Pfarreiengemeinschaft St. Martin – Neuendorf – Ruppertshütten (Neuendorf)
- Kuratie St. Sebastian Neuendorf
- Kuratie St. Wendelin Ruppertshütten

#### Pfarreiengemeinschaft 12 Apostel am Tor zum Spessart (Lohr am Main)
- Pfarrei St. Michael Lohr am Main mit St. Peter und Paul Wombach
- Kuratie St. Elisabeth (Bezirkskrankenhaus), Lohr am Main
- Pfarrei St. Pius (Lindigsiedlung) Lohr am Main
- Pfarrei St. Michael und St. Gertraud Neustadt am Main mit St. Johannes der Täufer Erlach am Main
- Pfarrei St. Jakobus der Ältere Pflochsbach
- Pfarrei Maria Heimsuchung und St. Sebastian Rechtenbach
- Pfarrei St. Rochus Rodenbach
- Pfarrei St. Josef der Bräutigam Sendelbach
- Pfarrei St. Josef der Bräutigam Steinbach mit St. Bonifatius Sackenbach

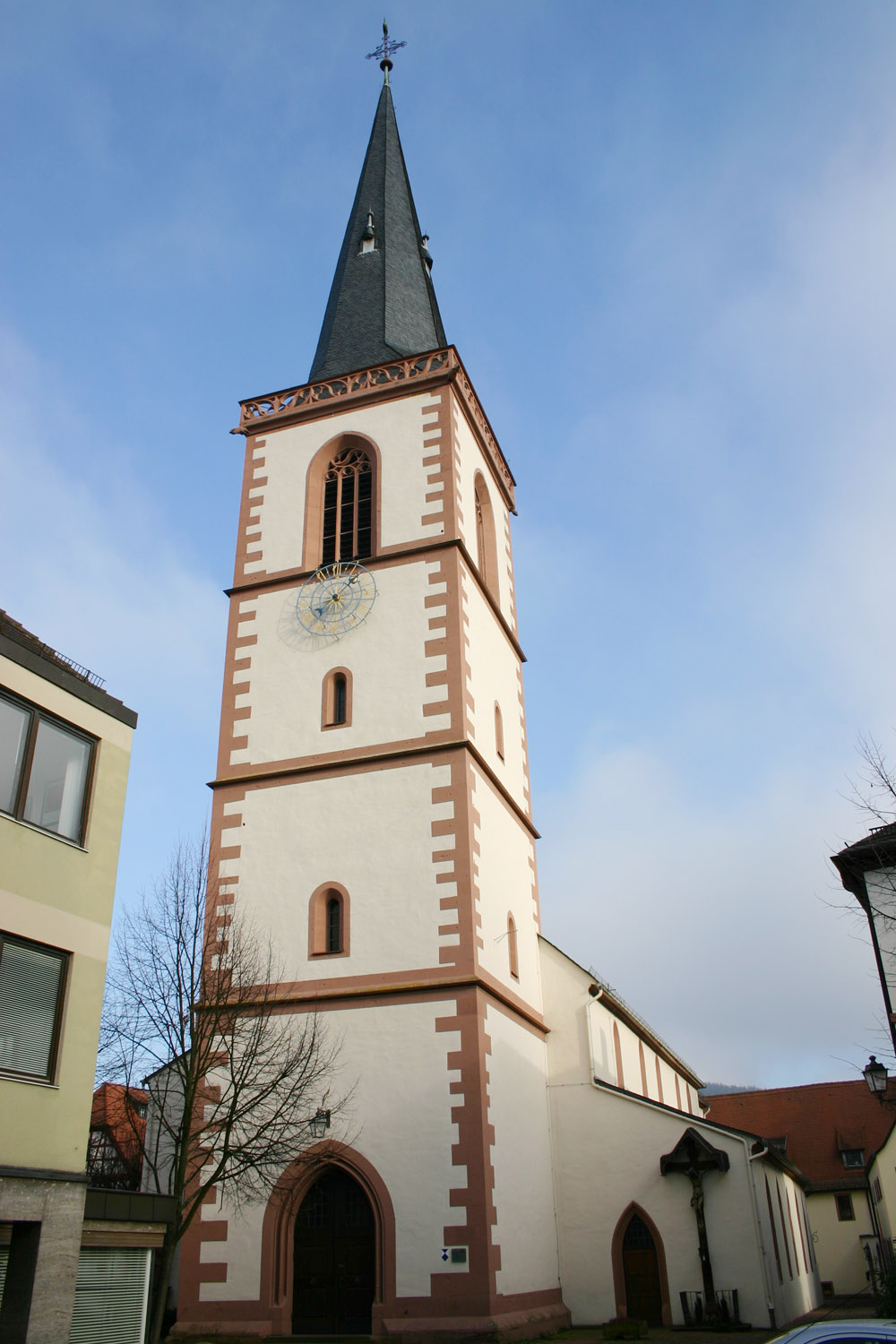
St. Michael
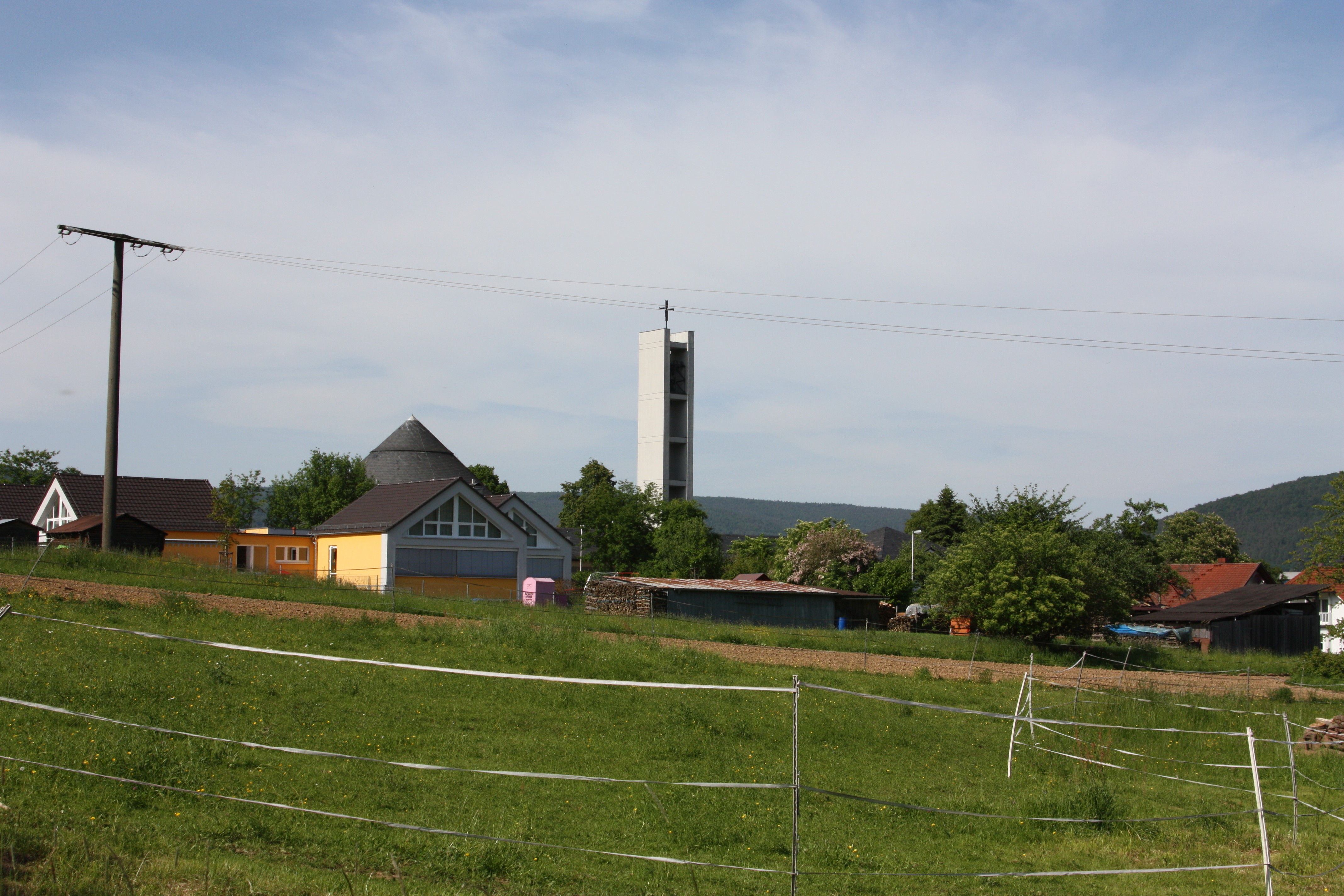
St. Peter und Paul
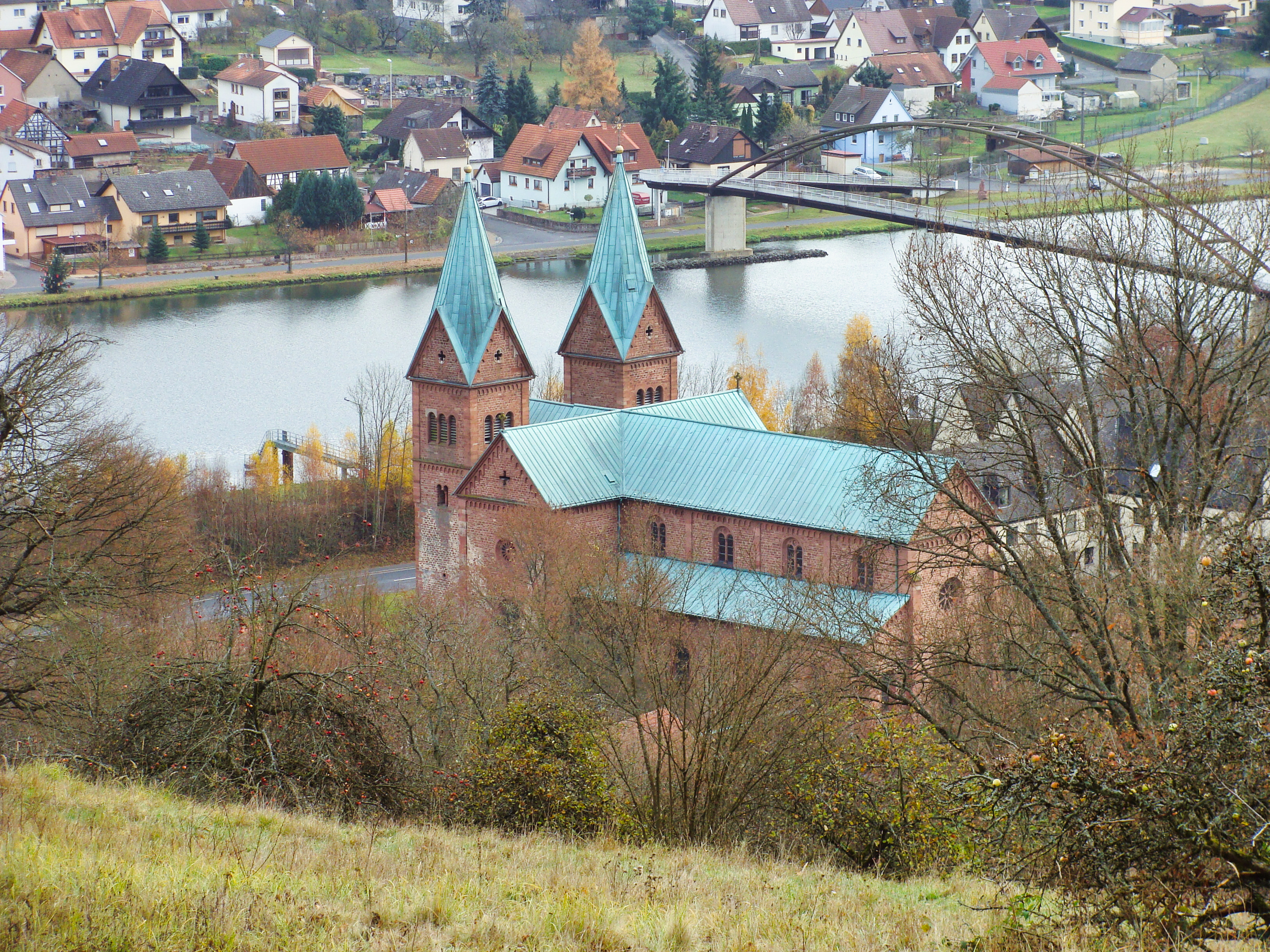
St. Michael und St. Gertraud
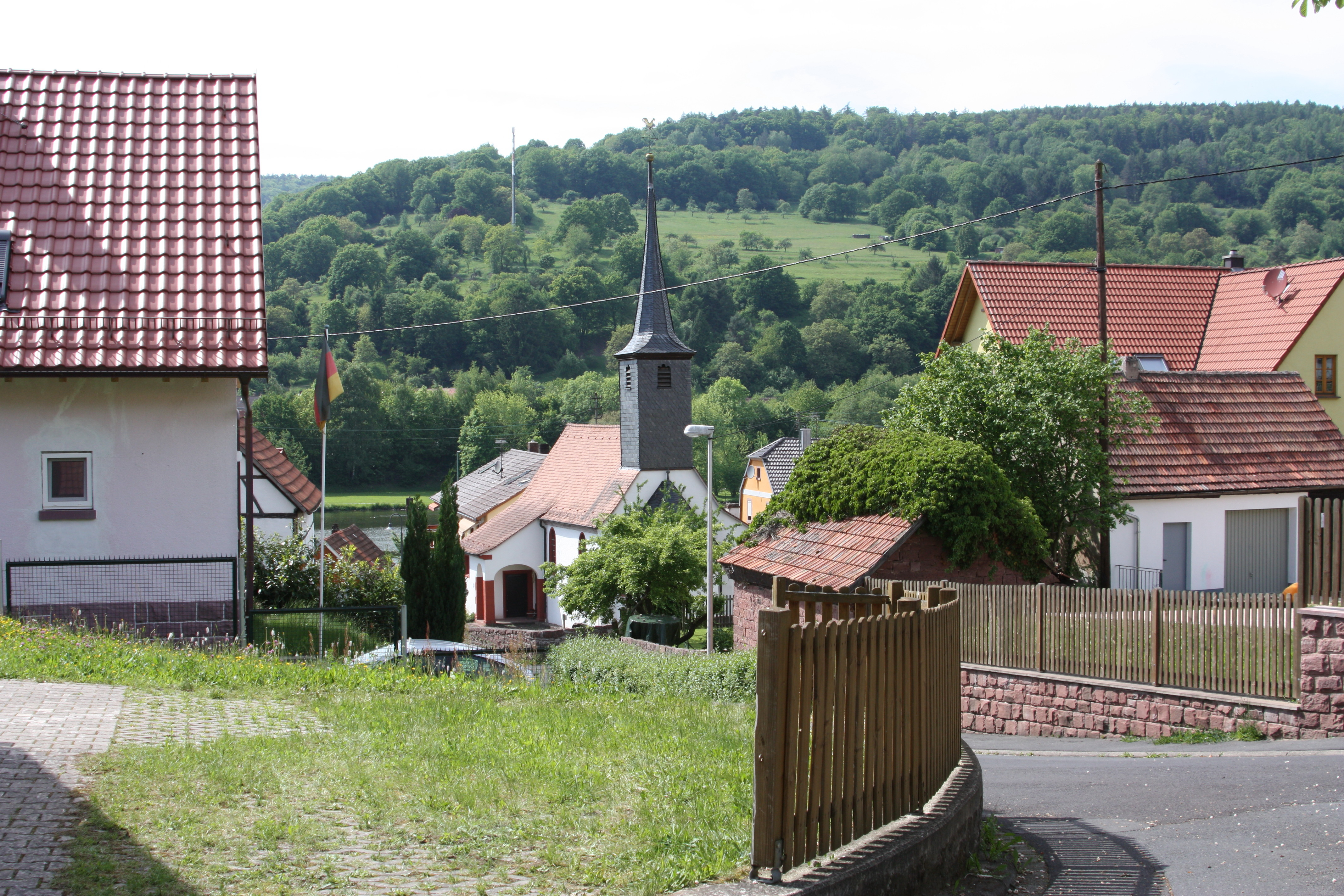
St. Johannes der Täufer
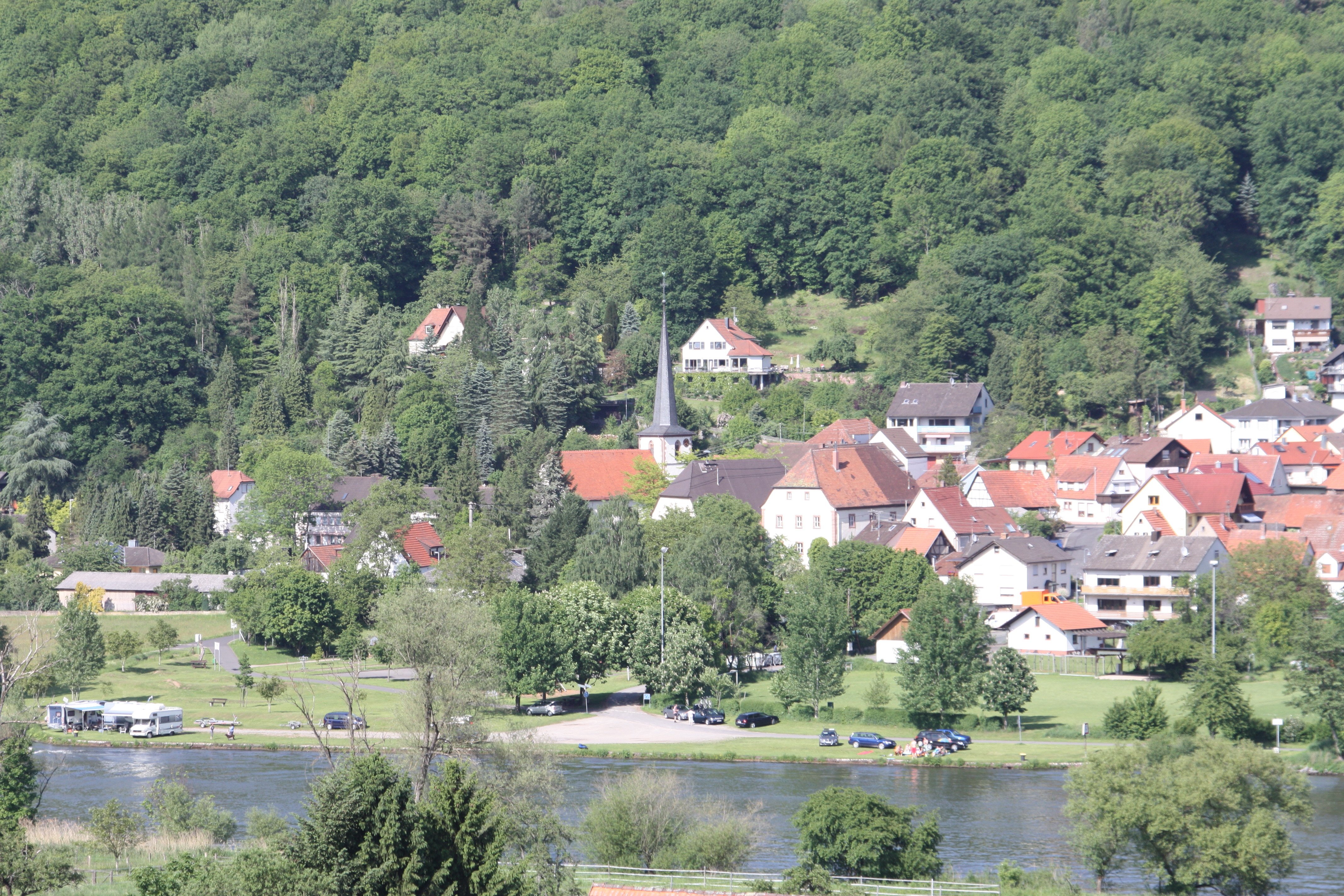
St. Jakobus der Ältere
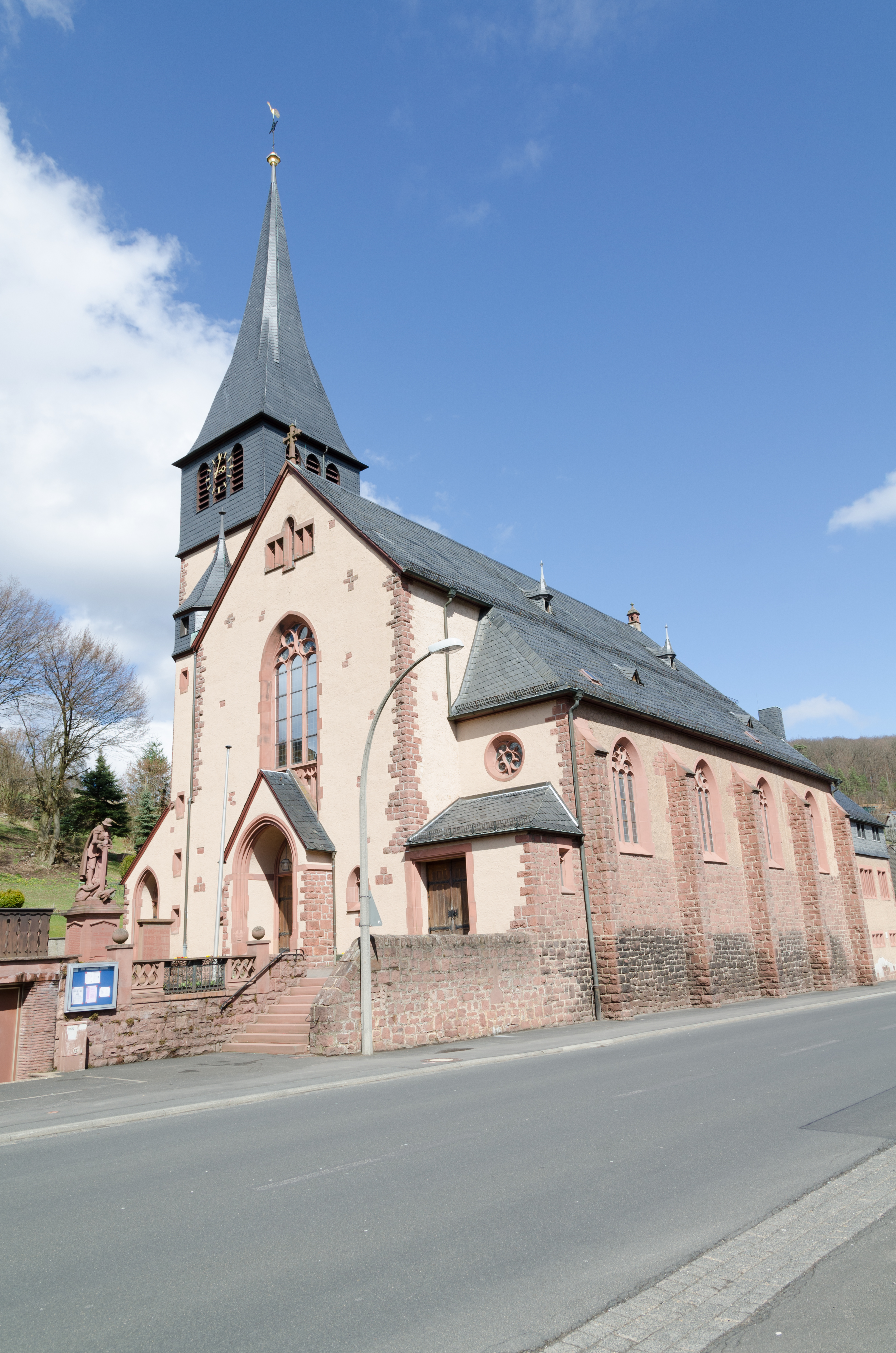
Maria Heimsuchung und St. Sebastian
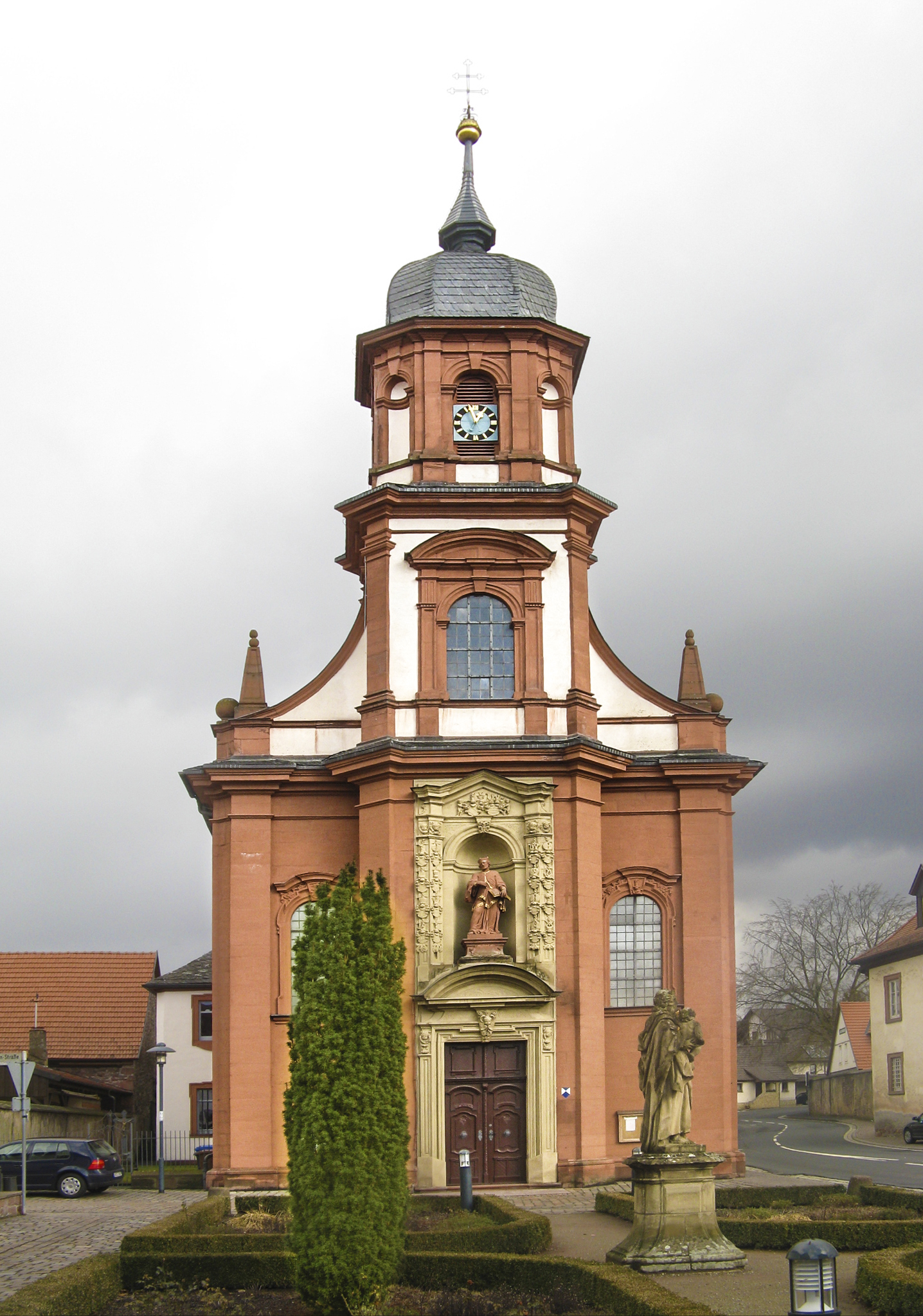
St. Josef, Steinbach
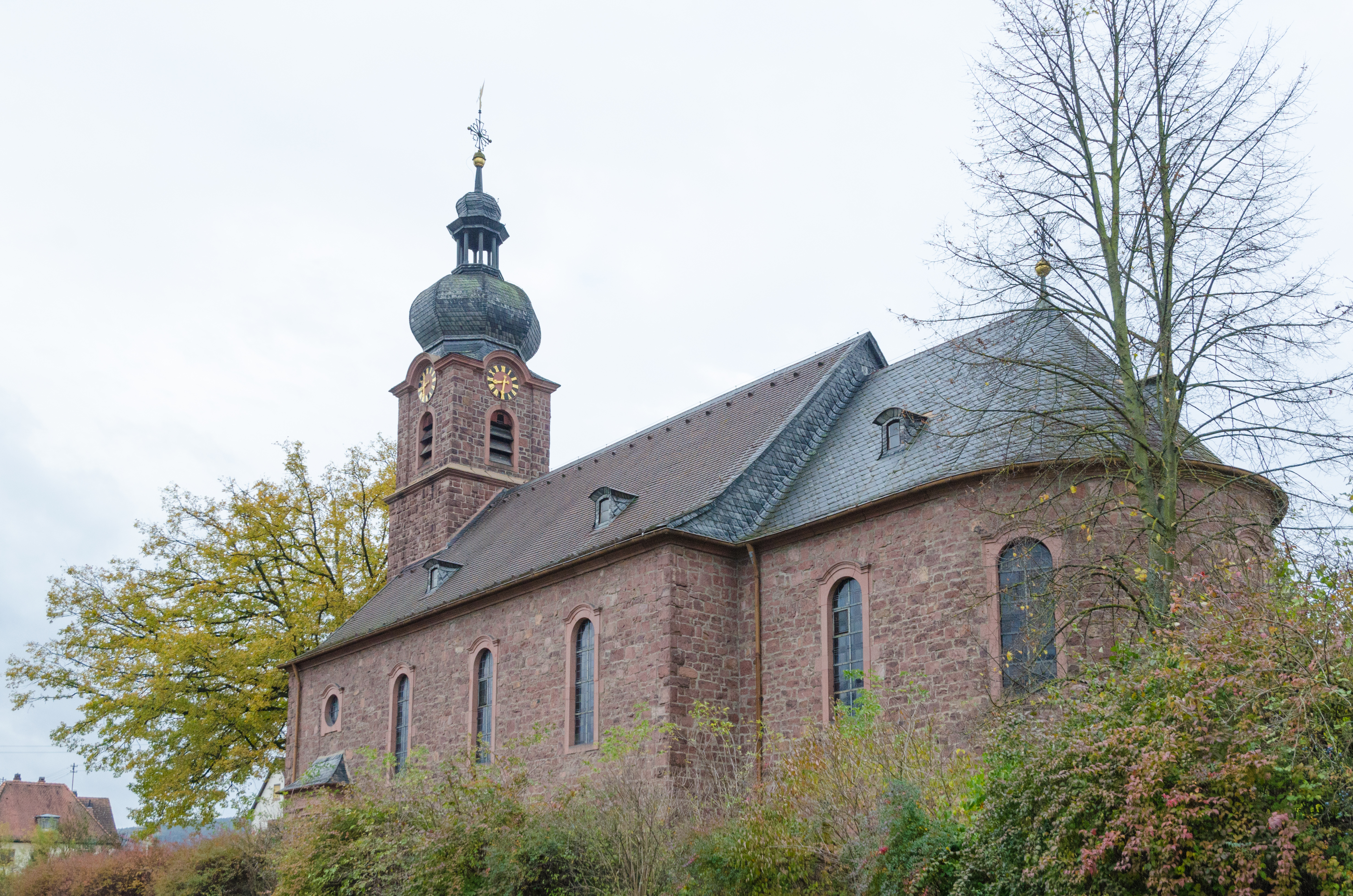
St. Bonifatius

#### Pfarreiengemeinschaft Effata (Frammersbach)
- Pfarrei St. Bartholomäus Frammersbach
- Pfarrei St. Thekla Habichsthal
- Pfarrei St. Johannes der Täufer Partenstein

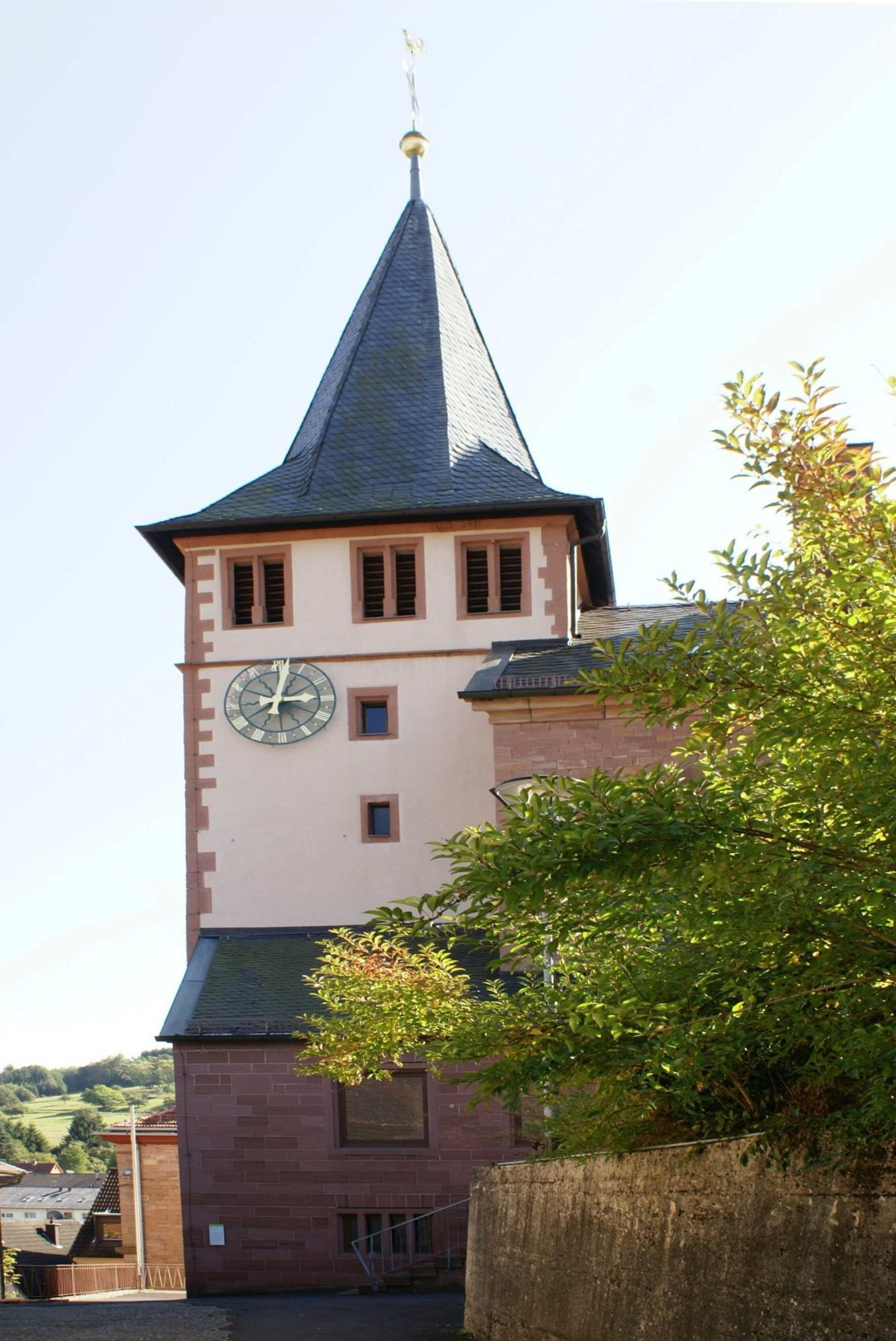
St. Bartholomäus
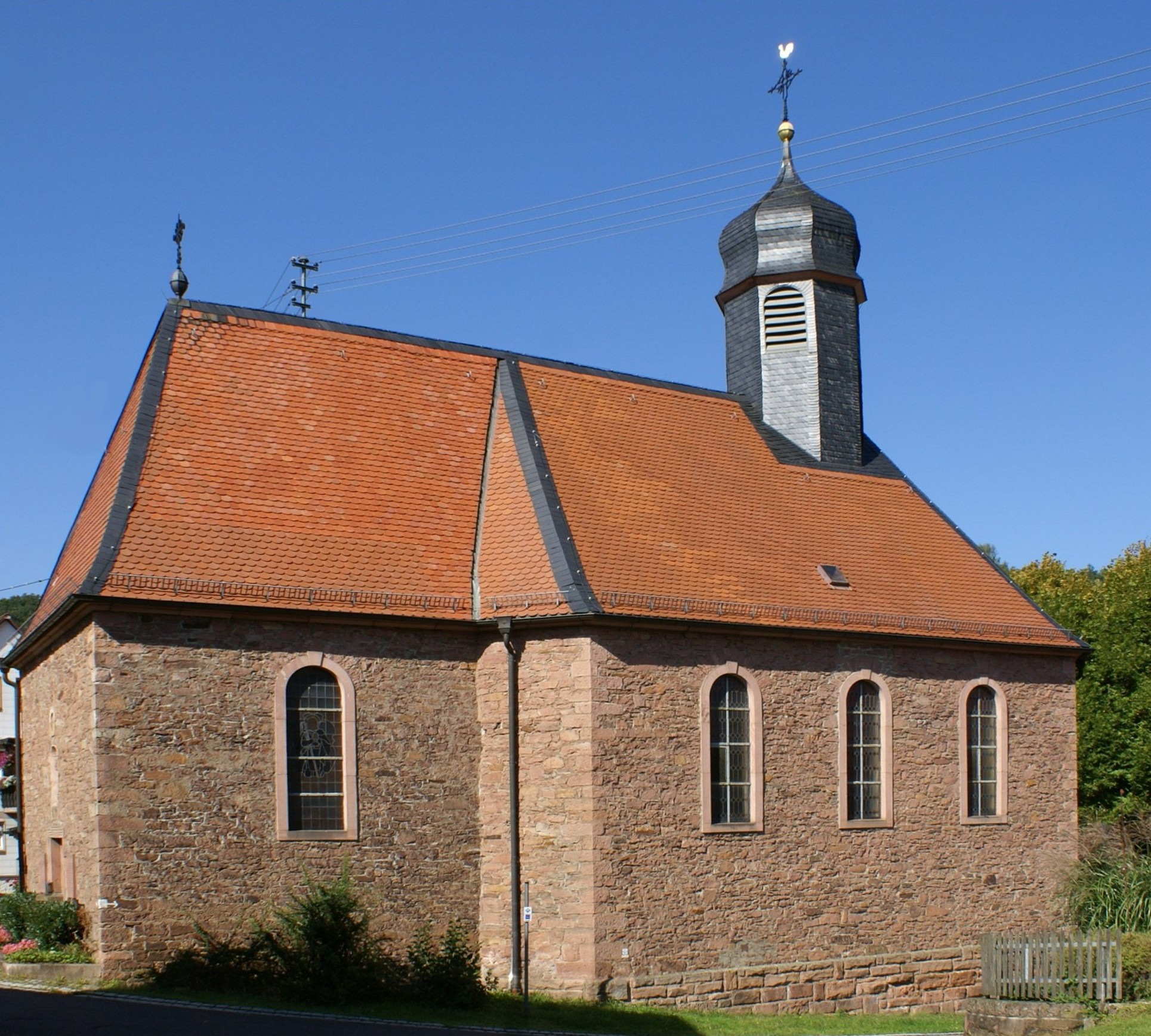
St. Thekla

#### Pfarreiengemeinschaft Haseltal – Himmelreich (Kreuzwertheim)
- Pfarrei Heiligkreuz Kreuzwertheim
- Kuratie St. Antonius von Padua Röttbach
- Pfarrei St. Heinrich und St. Margareta Schollbrunn mit St. Josef der Bräutigam Hasloch
- Pfarrei St. Markus Unterwittbach mit St. Josef der Bräutigam Wiebelbach

#### Pfarreiengemeinschaft Heilig Geist im Spessartgrund (Esselbach)
- Kuratie Allerheiligste Dreifaltigkeit Bischbrunn
- Pfarrei St. Margareta Esselbach mit Herz-Mariä Oberndorf

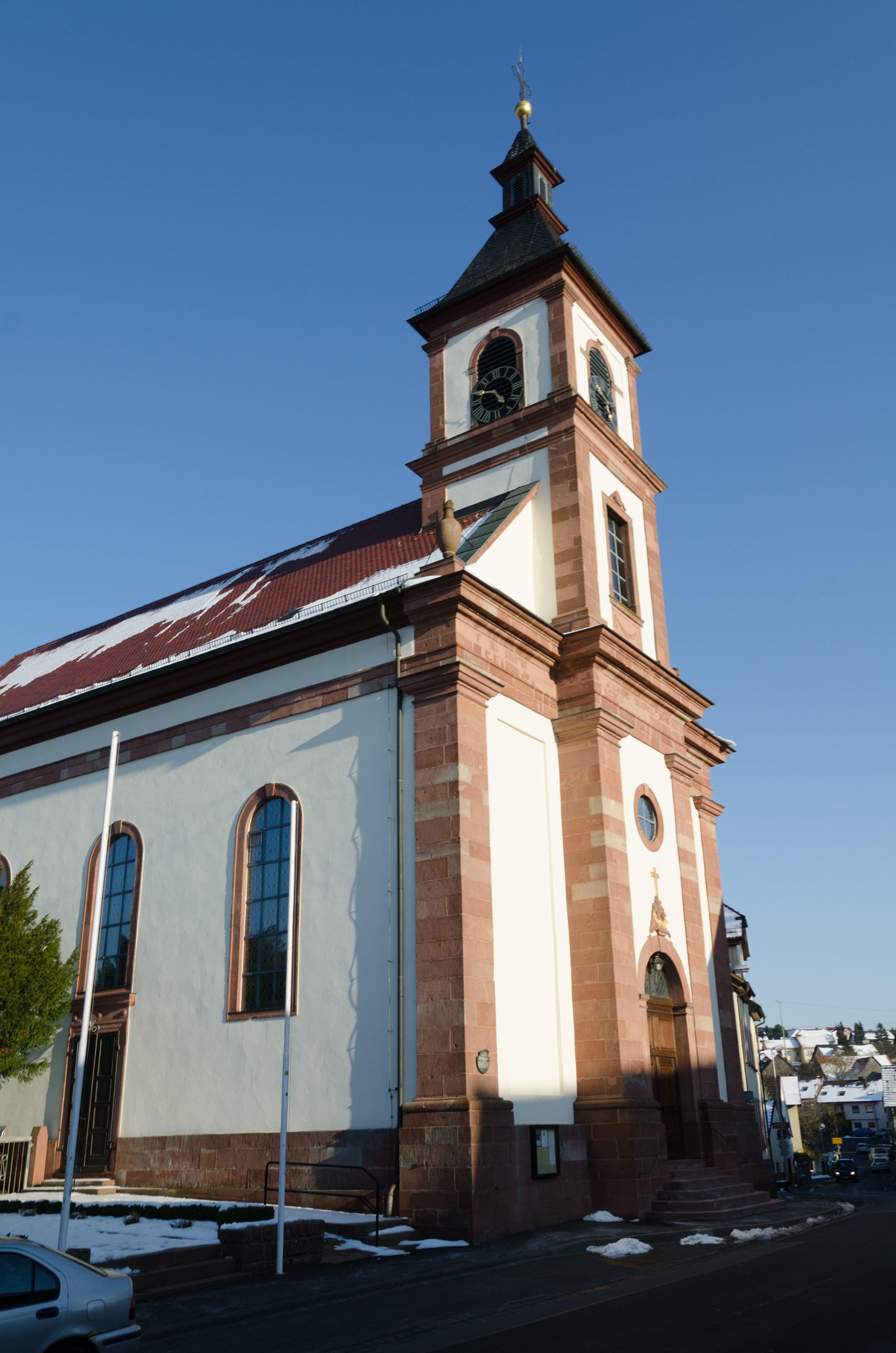
St. Margareta

### Besonderheiten
Seelsorgestellen des Dekanats Lohr in Pfarrgemeinschaften anderer Dekanate
- Kuratie St. Josef der Bräutigam Neuhütten
- Pfarrei St. Andreas Wiesthal mit der Filiale Herz-Jesu Krommenthal

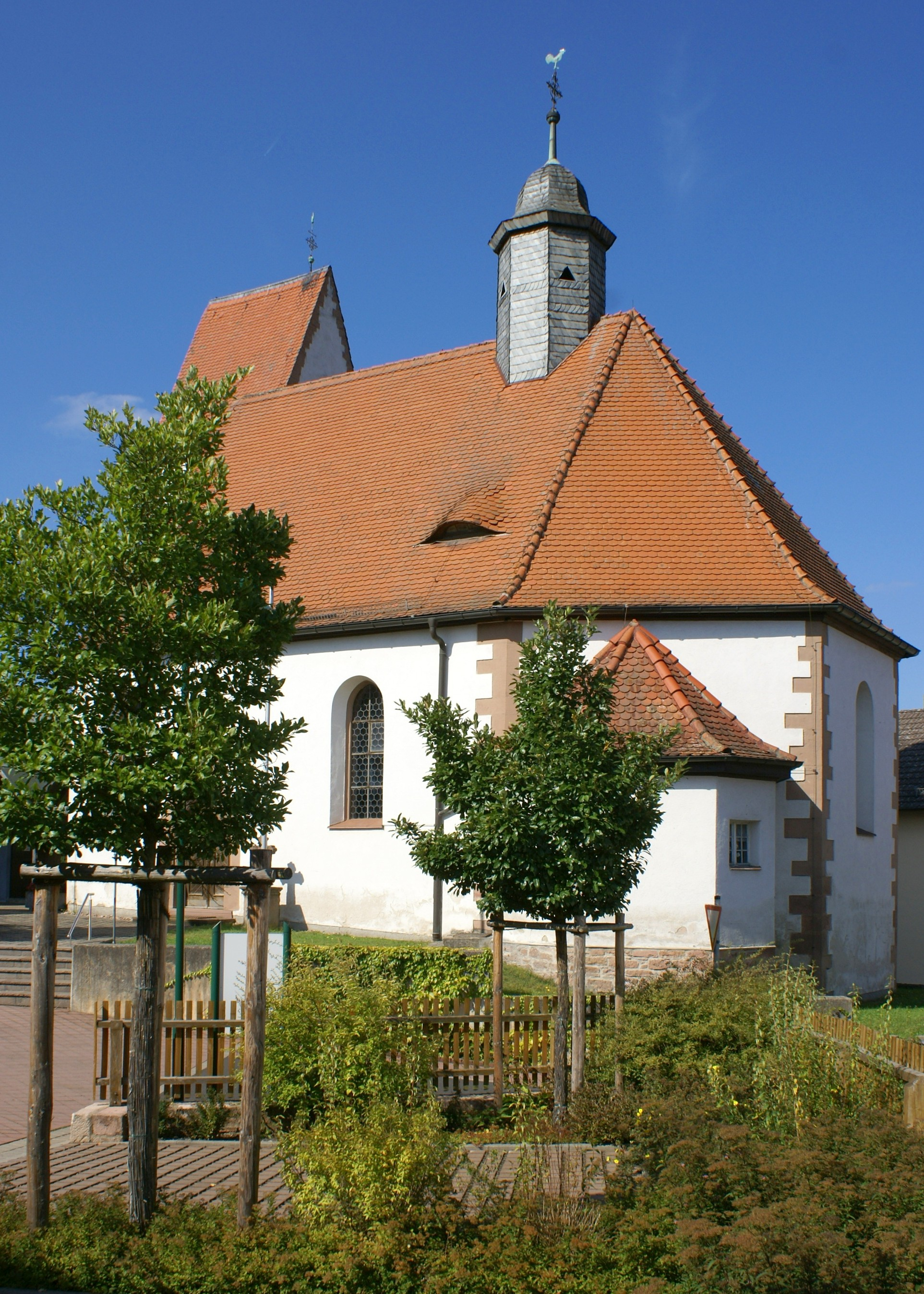
St. Andreas